# Notre Dame Stadium
Das Notre Dame Stadium ist ein College-Football-Stadion auf dem Campus der University of Notre Dame, nördlich der US-amerikanischen Stadt South Bend im Bundesstaat Indiana. Es wurde 1930 eröffnet und dient hauptsächlich als Austragungsort für die Football-Spiele der Notre Dame Fighting Irish, die als Unabhängige in der NCAA ihren Spielplan selbst gestalten.

## Geschichte
Das Stadion wurde am 4. Oktober 1930 eröffnet, um das alte Cartier Field zu ersetzen. Die gesamten Baukosten beliefen sich auf 750.000 US-Dollar. Die ursprüngliche Zuschauerkapazität betrug 54.000. Knute Rockne spielte eine Schlüsselrolle im Stadiondesign und hielt den Platz zwischen Spielfläche und Zuschauerrängen auf einem Minimum. Das Stadion wurde auf einer kleineren Skala dem Michigan Stadium nachgebildet. Über die Jahre wurde die Zuschauerkapazität kontinuierlich auf 59.075 erhöht. 1997 wurden 21.000 neue Sitzplätze gebaut und die Zuschauerkapazität auf die momentanen 80.795 erhöht. Die Spielfläche bestand von der Eröffnung an aus Naturrasen. Vor der Saison 2014 wurde auf dem Spielfeld ein Kunstrasen (FieldTurf) verlegt.
Das Notre Dame Stadium war ein Austragungsort der Special Olympics World Summer Games 1987. Dort fand auch die Eröffnungsfeier statt. Das Stadion wurde auch für die NHL Winter Classic 2019, zwischen den Chicago Blackhawks und den Boston Bruins am 1. Januar des Jahres, ausgewählt.

## Galerie

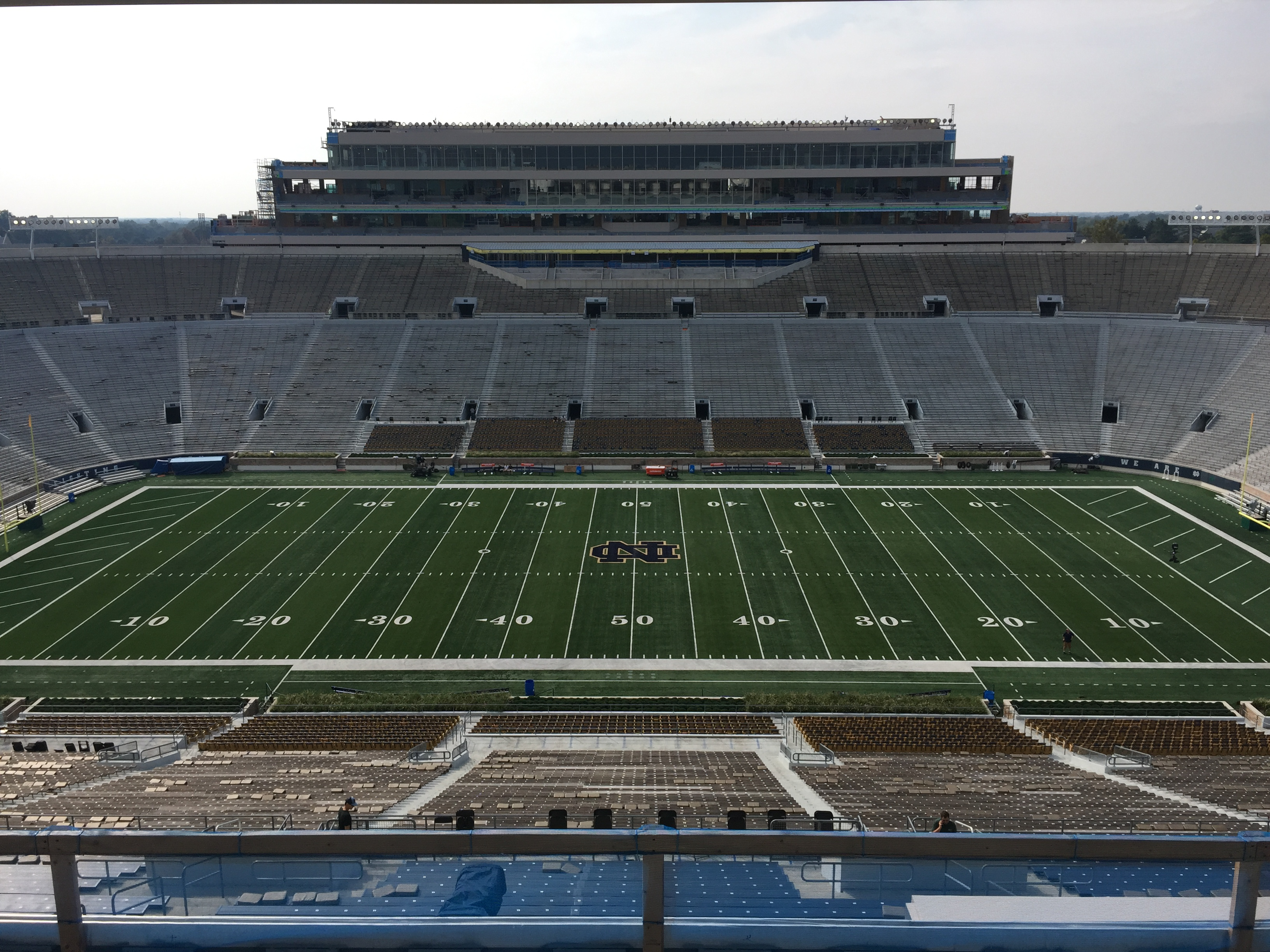
Blick auf die Haupttribüne (2016)
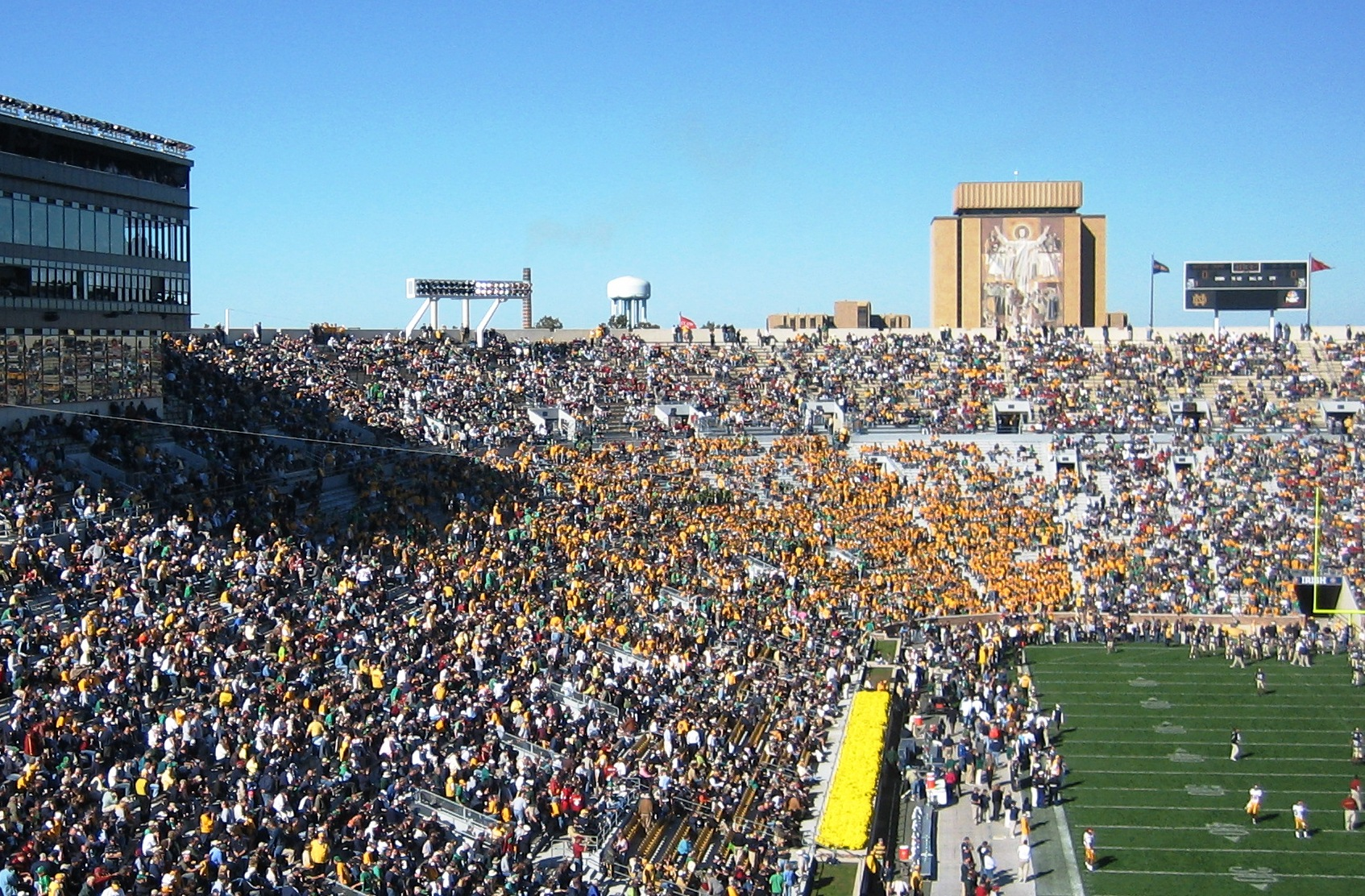
„Touchdown Jesus“ ist vom Stadioninneren sichtbar (2005)